# Бруни (художественная династия)
Бру́ни — русская художественная и музыкальная династия XIX—XXI веков исходно итальяно-швейцарского происхождения.

## История рода
Основатель династии Антон Осипович Бруни (Антонио Бароффио? 1762—1822) — художник, уроженец швейцарского городка Мендризио.
Наиболее прославленный представитель рода — живописец-академист Фёдор Бруни, автор картины «Медный змий». На протяжении нескольких поколений семья жила в Петербурге. Благодаря бракам семья породнилась с такими деятелями русской культуры, как художники Петр Соколов и Карл Брюллов, поэт Константин Бальмонт.
«Среди них были профессора и академики, футуристы и реалисты, архитекторы и театральные художники. (…) художник Лев Бруни, утверждал, что в его жилах течет акварель (значит, и у потомков тоже), и давно уже удивляет даже не неизбежность появления в каждом поколении художника, а то, что не все потомки знатного рода занимаются искусством», пишет арт-критик Фаина Балаховская. Искусствовед Андрей Сарабьянов, чья жена является членом рода, цитирует, что писал о Льве Бруни Владимир Милашевский: «Был некий таинственный, трудно разумом постигаемый… „голос крови“. Лев Бруни был продукт многих биологических скрещений. В его жилах текла кровь людей в искусстве блестящих, уникальных! Тут и иностранная итальянская кровь Бруни, тут и какая-то частица крови Брюллова, и русская кровь блестящих Соколовых».
Журнал «Третьяковская галерея» отмечает уникальность этого рода: он не угас до сих пор и включает ныне живущих известных художников.
Возведен в дворянское достоинство Российской империи. Герб рода Бруни внесен в Часть 13 Общего гербовника дворянских родов Всероссийской империи, стр. 168, Дата пожалования: 02.08.1875.

## Члены рода
- Бруни, Антон Осипович (Антонио Бароффио; ок. 1762—1822) — художник, уроженец швейцарского городка Мендризио[1].
  - Бруни, Фёдор Антонович (1799—1875) — русский художник.
    - Николай Федорович (1839—1873) — умер молодым, сохранился его портрет работы отца[3].
    - Бруни, Юлий Фёдорович (1843—1911) — русский художник, архитектор. Жена — Мария, дочь Александра Пеля
      - Бруни, Георгий Юльевич (1870—1942) — музыкант, учил маленького Сергея Прокофьева[8]
        - Бруни, Татьяна Георгиевна (1902—2001) — русская художница.

    - Терезия-Зинаида Федоровна. Муж — Бентковский, Карл Феликсович
    - Элоиза Федоровна. Муж — Бонафеде, Леопольд Петрович
    - Александр Федорович мл. Жена — Вера, дочь Петра Юркевича

  - Бруни, Константин Антонович (1800—1834)
    - Бруни, Александр Константинович (1825—1915) — российский архитектор. Жена Любовь Павловна Карякина
      - Бруни, Николай Александрович (1856—1935) — российский художник, академик Императорской Академии художеств. Жена Ольга Викторовна Вульф (1871—?)
        - Бруни, Константин Николаевич (1901—1970) — русский художник. Жена Анна Герасимовна, ур. Барышникова, художница

      - Софья Александровна. Муж — Веселовский, Борис Константинович, искусствовед
      - Бруни, Александр Александрович (1860—1911) — российский архитектор. Его жена Анна Александровна Соколова (1864—30.10.1948), дочь художника Александра Соколова и Анастасии Михайловны Загряжской; внучка художника Петра Соколова, внучатая племянница Карла Брюллова.
        - Бруни, Николай Александрович (1891—1938) — российский живописец, музыкант, футболист, поэт, прозаик, лётчик, Георгиевский кавалер, священник и авиаконструктор. Жена — Анна Александровна Полиевктова
          - Михаил Николаевич Бруни (р. 1919).
            - Бруни, Алексей Михайлович (род. 1954) — российский скрипач[9]

        - Бруни, Лев Александрович (1894—1948) — русский художник-авангардист и иллюстратор. Жена Нина Константиновна Бальмонт (1901—1989), дочь Константина Бальмонта
          - Бруни, Иван Львович (1920—1995) — советский художник. Жена Нина Георгиевна, внучка Александра Угримова[10]
            - Наталья Ивановна Бруни (р. 1949). Муж — Сарабьянов, Андрей Дмитриевич
            - Лев Иванович Бруни (1950—2011)
            - Надежда Ивановна («Дюка») Бруни (р. 1956). Муж — Александр Викторович Радунский, архитектор,

          - Лаврентий Львович (1924—1943)
          - Василий Львович (1935—2014). Жена  Эмма Петровна, ур. Сивкова
            - Бруни, Лаврентий Васильевич (род. 1961) —  российский художник.

      - Бруни, Константин Александрович (1862—1894), штабс-ротмистр, преподаватель фехтования в Императорской Николаевской Царскосельской гимназии[11]
        - Бруни-Савицкая, Елена Константиновна — провинциальная художница[11]